# Синпетру-Алмашулуй
Синпетру-Алмашулуй (рум. Sânpetru Almașului) — село у повіті Селаж в Румунії. Входить до складу комуни Хіда.
Село розташоване на відстані 363 км на північний захід від Бухареста, 24 км на південний схід від Залеу, 39 км на північний захід від Клуж-Напоки.

## Населення
За даними перепису населення 2002 року у селі проживали 542 особи, з них 536 осіб (98,9%) румунів. Рідною мовою 538 осіб (99,3%) назвали румунську.